# Chocim (Opolské vojvodství)
Chocim (německy Kotzem) je ves v jižním Polsku, v Opolském vojvodství, v okrese Prudník, ve gmině Prudník. V roce 2016 zde žilo 33 obyvatel.

## Geografie
Ves leží v Zlatohorské vrchoviny.